# 1. četa indokinskih padalcev
1. četa indokinskih padalcev (izvirno francosko 1ere Compagnie Indochinoise Parachutiste; kratica 1 CIP) je bila prva padalska enota, ki so jo ustanovili Francozi v času svoje vladavine v današnjem Vietnamu. 

## Zgodovina
Po ustanovitvi v januarja 1948 je četa izvedla svoj prvi padalski skok že aprila istega leta. Poveljniški kader je bil sestavljen iz Francozov, medtem ko je bilo moštvo sestavljeno iz Vietnamcev. Leta 1951 je bila četa vključena v 1. bataljon vietnamskih padalcev.